# Reichsschrifttumskammer
Die Reichsschrifttumskammer (RSK) war eine der sieben Einzelkammern der von Joseph Goebbels 1933 gegründeten Reichskulturkammer.

## Gründung und Organisation
Der Gründung der Reichsschrifttumskammer am 15. November 1933 vorausgegangen war die Bücherverbrennung am 10. Mai 1933, mit der sich ankündigte, wie das nationalsozialistische Regime sich die Freihaltung des Schrifttums von ungeeigneten und unzuverlässigen Elementen vorstellte.
Um eine institutionalisierte Kulturpolitik im Sinne der Nationalsozialisten etablieren zu können, schuf Propagandaminister Joseph Goebbels im September 1933 die berufsständisch organisierte Reichskulturkammer (RKK). Laut § 1 des Reichskulturkammergesetzes waren der RKK sieben Einzelkammern zugeordnet, darunter die Reichsschrifttumskammer.
Die Reichsschrifttumskammer war zuständig für alle mit Büchern zusammenhängenden Kulturberufe: z. B. Schriftsteller, Verleger, Buchhändler und Bibliothekare. Wie auch die RKK und ihre anderen Kammern war sie eine Zwangsorganisation. Wer auf dem Gebiet des Schrifttums beruflich tätig sein wollte, musste ihr Mitglied sein. Dies gab den Machthabern gleichzeitig die Möglichkeit, durch Ausschluss aus der Kammer Berufsverbote gegen missliebige – z. B. jüdische – Personen zu verhängen.
Der „Bund deutscher Übersetzer“, BdÜ, hatte sich am 4. Mai 1928 auf Initiative von Erwin Magnus konstituiert. Im Frühjahr 1929 fand er als Sondergruppe bzw. Fachgruppe im seit 1909 bestehenden Schutzverband deutscher Schriftsteller (SdS) Aufnahme. Vorsitzender des BdÜ wurde der Jack-London-Übersetzer und Literaturagent Erwin Magnus, zum übrigen Vorstand gehörten Ida Jacob-Anders (* 1871), Gertrud Sternberg-Isolani, Käthe Miethe, Friedrich von Oppeln-Bronikowski, Lothar Schmidt (= Lothar Goldschmidt? 1862–1931) und Paul Wiegler. 1931 gehörten dem BdÜ, der gegenüber dem SdS auf einer selbständigen Mitgliederaufnahme bestand, 83 Übersetzer an. Nach der Gleichschaltung des SdS durch nationalsozialistische und nationalkonservative Verbandsmitglieder im Frühjahr 1933 ging der BdÜ in der dem Ministerium für Volksaufklärung und Propaganda unterstellten RSK auf. Der BdÜ war nun nicht mehr gewerkschaftlich, sondern berufsständisch ausgerichtet.
Als Basis der RSK dienten eine Reihe von Berufsverbänden, die im Zuge der Gleichschaltung in die Kammer aufgenommen wurden, vor allem der Reichsverband deutscher Schriftsteller (RDS), der Börsenverein der Deutschen Buchhändler, der Verein Deutscher Bibliothekare (VDB), der „Verband Deutscher Volksbibliothekare“ (VDV) und die Gesellschaft der Bibliophilen. Der RDS wurde im September 1935 aufgelöst und ging in der RSK auf. Der Börsenverein wurde im September 1934 wieder aus der RSK ausgegliedert und durch einen neu gegründeten Bund Reichsdeutscher Buchhändler ersetzt. VDB, VDV und Gesellschaft der Bibliophilen blieben bis zum Ende des Dritten Reiches bestehen.
Die Kulturkammer-Zeitschrift für Autoren wurde von Kurt Metzner unter dem Titel Der deutsche Schriftsteller herausgegeben. Sie erschien im Brunnen-Verlag von Willi Bischoff von Januar 1936 bis Juli 1944. Für die Zeitschrift schrieben u. a. Fritz Müller-Partenkirchen, Friedrich Kayssler, Karl Bröger, Mathias Ludwig Schroeder, Gerd Eckert, Richard Sexau, Josef Stollreiter, Eduard Koelwel, Bert Brennecke, Franz Schauwecker, Hanns Johst, Rudolf Ahlers, Sigmund Graff, Gerhard Schumann und Robert Hohlbaum.
Nach vielen Umstrukturierungen in den ersten Jahren ihres Bestehens war die RSK in ihrer endgültigen Form aufgeteilt in drei Abteilungen: Abteilung I (Verwaltung), Abteilung II (Gruppe Schriftsteller), Abteilung III (Gruppe Buchhandel). Die Abteilung Verwaltung wurde von Karl Heinl geleitet. Erster Leiter der „Gruppe Schriftsteller“ wurde 1936 Kurt Metzner, gefolgt von Gerhard Schumann und schließlich 1941 Alfred Richard Meyer. Die „Gruppe Buchhandel“ wurde von Wilhelm Baur geleitet, die Unterabteilung „Arbeitsgemeinschaft der schöngeistigen Verleger“ von Adolf Spemann.
Zu den „Landesleitern“ der einzelnen Gaue gehörten Felix Wilhelm Beielstein (Essen), Bruno Peyn (Hamburg), Georg Grabenhorst (Hannover), Heinz Steguweit (Köln-Aachen), Walter Best und Karl Kaltwasser (Kurhessen), Hanns Maria Lux (Moselland), Linus Kefer (Oberdonau), Kurt Kölsch (Saarpfalz), Hans Ehrke (Schleswig-Holstein), Paul Anton Keller (Steiermark), Hans Christoph Kaergel und Alfons Hayduk (Schlesien), Fritz Fink (Thüringen), Rudolf Ahlers (Mecklenburg), Will Vesper (Sachsen), August Hinrichs (Weser-Ems), Fritz Nölle und Josef Bergenthal (Westfalen), Karl Hans Strobl (Wien), Bruno Prochaska (Niederdonau) und Georg Schmückle (Württemberg). Die meisten Landesleiter gehörten der zweiten Abteilung Gruppe Schriftsteller an. Nur wenige wie z. B. Martin Wülfing (Berlin), Josef Berg (München-Oberbayern) und Franz Kraus (Sudetenland) gehörten zur dritten Abteilung Gruppe Buchhandel.

### Schrifttumsreferate des Reichssicherheitshauptamtes
Im August 1943 wurden Teile der Abteilung III C 4 „Propaganda und öffentliche Führungsmittel“ des Reichssicherheitshauptamtes (RSHA), zu der auch die Verbindungsstelle des Sicherheitsdienstes des Reichsführers SS (SD), Deutsche Bücherei Leipzig, gehörte, unter dem Decknamen „Oberon“ in den Herrensitz bzw. das „Schloss Gautzsch“ in der Kleinstadt Markkleeberg, im heutigen Keesschen Park, verlegt. Die literaturpolitischen Referate prüften alle Neuerscheinungen auf dem deutschen Buchmarkt sowie Zeitungen und Zeitschriften und legten dem SD/RSHA regelmäßig Berichte darüber vor. Zusätzlich wurden Vorschläge zum Verbot jüdischer und gegnerischer Schriften angefertigt und umgesetzt.
Für die Unterbringung der rund dreißig, nach anderen Angaben sogar 80 bis 100 Mitarbeiter, wurden im Park zahlreiche Holzbaracken errichtet. Ab Januar 1945 war die Ausweichstelle „Oberon“ zusätzlich eine Auffangstelle für Frauen und Kinder zahlreicher RSHA-Mitarbeiter, die vor den Alliierten und der Bombardierung Berlins flüchteten. Weiterhin wurden die geflüchteten Historiker der Reichsuniversität Straßburg und bekennenden Nationalsozialisten Ernst Anrich und Günther Franz im Herrensitz untergebracht.
Der Präsidialrat der Reichsschrifttumskammer Theodor Fritsch wohnte in unmittelbarer Umgebung zum Schrifttumsreferat des Reichssicherheitshauptamtes.
Geschäftsführer der RSK waren Gunther Haupt (1933–1934), Richard Suchenwirth (1934–1936), Karl Heinl (1936–1937), Wilhelm Ihde (1937–1944) und Günther Gentz (1944–1945). Zu den Präsidialräten der Reichsschrifttumskammer gehörten Hans Grimm, Hugo Bruckmann, Theodor Fritsch, Paul Graener, Richard Suchenwirth und Carl Vincent Krogmann.

## Aufgaben
Zu den Aufgaben der Reichsschrifttumskammer gehörte die „Verwaltung“ des Berufsstandes, also Aufnahme, Ausschluss und Kontrolle der im Bereich des Schrifttums beschäftigten Personen. Sie hatte dabei die „Zuverlässigkeit“ und „Eignung“ dieser Personen zu prüfen. Fehlende Eignung und damit ein Grund für den Ausschluss aus der Kammer war z. B. jüdische Abstammung, Homosexualität oder Vorstrafen.
Laut Handbuch der Reichskulturkammer gehörte zu den Aufgaben der RSK, den Berufsstand von „unerwünschten Elementen“ und den Buchmarkt von „undeutschem Gut“ rein zu halten durch ihr „Referat für Überwachung“. Dazu gehörte seit 1935 im Wesentlichen auch die Erstellung und Aktualisierung zweier Listen: a) über die schädliche und unerwünschte Literatur und b) über solche Texte, für die öffentlich nicht geworben, die nur von bestimmten autorisierten Händlern verkauft und nicht an Jugendliche unter 18 Jahren abgegeben werden durften. Letztendlich lag die Entscheidung über vollständige Buchverbote nicht bei der RSK, sondern im Ministerium Goebbels’. Goebbels selbst hob 1934 die unter dem besonderen Schutz der Reichsregierung stehende Autorität der Kammerpräsidenten in der RKK hervor. Den Kammerpräsidenten stand nach dem Führerprinzip nicht nur die letzte Entscheidungsgewalt in allen ihre Kammer betreffenden Fragen zu; sie waren auch ermächtigt, Ordnungsstrafen „bis zu 100.000 Reichsmark gegen jeden festzusetzen“, der beispielsweise den Anordnungen einer Kammer zuwiderhandelte. Die Polizeibehörden hatten im Bedarfsfall für die Durchführung dieser Verordnung zu sorgen.

„Während Juden im Zuge des Aufbaus der Kammern uneingeschränkt eingegliedert wurden […], wurden bereits im Frühjahr 1934 restriktive Aufnahmebestimmungen in Kraft gesetzt, nachdem Goebbels erklärt hatte, daß ‚ein jüdischer Zeitgenosse‘ seiner ‚Ansicht und Erfahrung‘ nach ‚im allgemeinen ungeeignet‘ sei, ‚Deutschlands Kulturgut zu verwalten.‘ Ab 1935 wurden dann alle Juden aus den Kammern entfernt.“

Daneben gehörte zu den Aufgaben der RSK die rechtliche, soziale und fachliche Betreuung der Mitglieder, die wirtschaftliche Marktregulierung des Buchhandels sowie die Lenkung des Buchmarktes durch die Förderung erwünschten, also NS-Schrifttums.

## Veranstaltungen (Auswahl)
- Woche des deutschen Buches, 1935 bis 1942 (1939 abgesagt)

## Leitung
Präsidenten:
- 1933–1935: Hans Friedrich Blunck
- 1935–1945: Hanns Johst

Vizepräsidenten:
- 1933–1937: Heinz Wismann
- 1937–1938: Karl Heinz Hederich
- 1938–1945: Wilhelm Baur
- ab 1941: Wilhelm Haegert